# Matti Nykänen
Matti Ensio Nykänen (17. července 1963, Jyväskylä – 4. února 2019) , v letech 1996–1998 měl příjmení Paanala, byl finský skokan na lyžích. Patří mezi nejlepší skokany všech dob, vyhrál pět olympijských medailí (z toho čtyři zlaté) a patnáct medailí na mistrovství světa (z toho šest zlatých). Získal zlato a stříbro na Olympiádě v Sarajevu a na Olympiádě v Calgary se stal prvním skokanem, který vyhrál na obou můstcích. Čtyřikrát vyhrál Světový pohár. V roce 1986 v Planici dolétl až na značku 191 metrů, což byl do roku 1987 světový rekord, kdy ho skokem dlouhým 194 metrů překonal Piotr Fijas. Nykänen zemřel 4. února 2019, v časných ranních hodinách, ve věku 55 let.

## Sportovní úspěchy
Nykänenovým prvním úspěchem byla výhra na Mistrovství světa juniorů v roce 1981. Po něm začal vyhrávat i mezi dospělými. První mistrovství světa, které vyhrál, byly slavné závody v mlze v Holmenkollenu (Norsko) roku 1982.
Pro Nykänena to byla skvělá léta. V roce 1983 vyhrál Turné čtyř můstků i Světový pohár. Dominoval až do Olympiády v Sarajevu, kde utrpěl první porážku. Ačkoli na můstku K90 po prvním kole vedl, nezvládl druhý skok a skončil druhý. Porazil ho Jens Weissflog. Na můstku K120 ale nenašel přemožitele.
Mezi další největší úspěchy Mattiho Nykänena patří mimo jiné i čtyři celková vítězství ve Světovém poháru (1983, 1985, 1986, 1988), 46 jednotlivých vítězství v závodech Světového poháru, dvě vítězství na Turné čtyř můstků (1983, 1988), šest mistrů světa (1982, 1984, dvakrát 1985, 1987 a 1989) a jeho fenomenální tři zlaté medaile z Olympiády v Calgary (dvě ze soutěže jednotlivců a jedna družstev).
Během své skokanské kariéry byl podezírán z alkoholismu. V roce 1991 musel se skákáním přestat. Pokusil se vrátit v roce 1994, ale brzo skoky opustil definitivně.

### Výsledky
| sezóna    | místo |
| 1980/1981 | 26    |
| 1981/1982 | 4     |
| 1982/1983 | 1     |
| 1983/1984 | 2     |
| 1984/1985 | 1     |
| 1985/1986 | 1     |
| 1986/1987 | 6     |
| 1987/1988 | 1     |
| 1988/1989 | 7     |
| 1989/1990 | 19    |

| sezóna | 1. místo | 2. místo | 3. místo | celkem |
| 1981   | –        | 1        | –        | 1      |
| 1982   | 3        | 2        | –        | 5      |
| 1983   | 10       | 2        | 1        | 13     |
| 1984   | 5        | 6        | –        | 11     |
| 1985   | 6        | 4        | –        | 10     |
| 1986   | 7        | 3        | 4        | 14     |
| 1987   | 3        | 1        | –        | 4      |
| 1988   | 10       | 2        | –        | 12     |
| 1989   | 2        | –        | 3        | 5      |
| 1990   | –        | 1        | –        | 1      |
| celkem | 46       | 22       | 8        | 76     |

### Kariéra veterána
Na podzim roku 2007 Matti Nykänen ohlásil záměr startovat na Mistrovství světa veteránů v Taivalkoski a začal na ně i trénovat. Zúčastnil se dvou závodů, 27. února 2008 na můstku K50 skončil mezi 23 závodníky své kategorie 40-44letých pátý a 28. února na můstku K38 mezi 11 závodníky vyhrál. Oba jeho skoky (37,5 m a 37 m) byly nejdelšími v závodě.

## Další kariéra
Již během skákání měl problémy se životosprávou a disciplínou. Byl (oprávněně) podezírán z alkoholismu. Před slavnými vítězstvími na Olympiádě v roce 1988 se například Nykänen ztratil a finská výprava musela do Calgary odjet bez něho. Našli ho po několika dnech opilého a do Kanady nakonec také odcestoval. Tato historka ale vešla ve známost až v 90. letech. Oficiálně byl Matti nemocný.
Po ukončení sportovní kariéry se z hrdiny a miláčka národa stala národní ostuda. Nykänen nejenže nepřestal pít, ale začal být podezírán i z braní drog. Začal kariéru velmi špatného rockového zpěváka. Na jeho koncerty lidé chodí prakticky jen kvůli tomu, aby viděli někoho, kdo dokázal klesnout tak hluboko. Texty Nykänenových písní jsou povrchní a vyskytují se v nich spojení jako „Hai hai hai, mä oon sun samurai“ („Haj, haj, haj, já sem tvůj samuraj“) nebo „Vain mäkimies voi tietää sen“ („Jen skokan to může znát“). Později se stal i striptérem s uměleckým jménem „Eagle“ (anglicky „Orel“). Vděčným terčem vtipů se stalo i jeho několik manželství, která byla okořeněna domácím násilím z obou stran. Matti také proslul svými ne příliš logickými výroky, do kterých neméně nelogicky vkládal cizí slovíčka, a za něž je posměšně označován za filozofa.
Matti Nykänen strávil i více než rok ve vězení za pokus o zabití přítele jeho rodiny, s nímž se nepohodl. Byl soudem shledán vinným a odsouzen k 26 měsícům odnětí svobody. Po odpykání poloviny trestu byl 21. září 2005 podmínečně propuštěn. Na svobodě ovšem vydržel pouhé sto tři hodiny, poté byl opět zatčen kvůli domácímu násilí a 16. března 2006 odsouzen k dalším čtyřem měsícům vězení.
V roce 2006 měl premiéru film o životě Mattiho Nykänena s názvem Matti. Hlavní postavu ztvárnil finský herec Jasper Pääkkönen.
Na Štědrý den roku 2009 napadl opilý Nykänen svou manželku, pořezal ji nožem a škrtil ji. Byl zatčen a hrozilo mu obvinění z pokusu o vraždu, nakonec byl jeho čin policií přehodnocen jako týrání a vyhrožování.

### Manželství
- 1986–1988 Tiina Hassinen
- 1989–1991 Pia Hynninen
- 1996–1998 Sari Paanala
- 2001–2003 Mervi Tapola
- 2004–2010 Mervi Tapola znovu

### Diskografie
- Yllätysten yö (album, 1992)
- Samurai (album, 1993)
- Elämä on laiffii (singl, 2002)
- Tää on mun elämää (singl, 2004)
- Jump and Fly (singl, nepublikováno)